# Люган (Аверон)
Люга́н (фр. Lugan, окс. Luganh) — коммуна во Франции, находится в регионе Окситания. Департамент — Аверон. Входит в состав кантона Монбазан. Округ коммуны — Вильфранш-де-Руэрг.
Код INSEE коммуны — 12134.
Коммуна расположена приблизительно в 490 км к югу от Парижа, в 120 км северо-восточнее Тулузы, в 30 км к северо-западу от Родеза.

## Население
Население коммуны на 2008 год составляло 330 человек.
| 1962 | 1968 | 1975 | 1982 | 1990 | 1999 | 2008 |
| ---- | ---- | ---- | ---- | ---- | ---- | ---- |
| 405  | 414  | 363  | 337  | 313  | 314  | 330  |

## Экономика
В 2007 году среди 175 человек в трудоспособном возрасте (15—64 лет) 130 были экономически активными, 45 — неактивными (показатель активности — 74,3 %, в 1999 году было 69,9 %). Из 130 активных работали 121 человек (69 мужчин и 52 женщины), безработных было 9 (3 мужчин и 6 женщин). Среди 45 неактивных 8 человек были учениками или студентами, 16 — пенсионерами, 21 были неактивными по другим причинам.